# Pollanisus eungellae
Pollanisus eungellae là một loài bướm đêm thuộc họ Zygaenidae. Nó là loài duy nhất được tìm thấy ở type locality Eungella, một vùng rừng mưa nhiệt đới biệt lập ở đông bắc Queensland.
Chiều dài cánh trước khoảng 6 mm đối với con đực và 6.5 mm đối với con cái.